# Club de Deportes Regional Atacama
El Club de Deportes Regional Atacama fue un club de fútbol de Chile, con sede en la ciudad de Copiapó, Región de Atacama. Jugó en el profesionalismo chileno desde 1979 hasta 1998, año en que los problemas económicos lo llevaron a la quiebra y al descenso a Tercera División. Luego de descender a Tercera División al finalizar la temporada 1998 de Primera B, el club desapareció. Su lugar fue ocupado en 1999 por la primera sociedad anónima deportiva de Chile, Deportes Copiapó.

## Historia

### Primeros años y primer ascenso (1979-1981)
El club Regional Atacama fue fundado el 9 de marzo de 1979 con motivo de la invitación que la Asociación Central de Fútbol hiciera a los equipos de la Región de Atacama a participar en el fútbol profesional chileno.
Debutó en la Segunda División el 20 de abril de 1980 ante Cobresal, el otro cuadro invitado de la región, ganando por 2-1 con anotaciones de Frank Lobos y Rubén González. Finaliza ese torneo en la posición N° 13, consiguiendo 13 victorias y 12 empates en 42 partidos.
El año 1981 disputa el Torneo "Apertura Polla Gol" de la Segunda División, donde se impone en el grupo 1 compuesto por: Arica, Coquimbo Unido, Cobresal y Antofagasta. Si bien tuvo un débil inicio de campeonato, en la segunda ronda logra cosechar una serie de triunfos que lo consolida como ganador del grupo, clasificándose a cuartos de final donde lamentablemente es eliminado por Trasandino. No obstante en el campeonato oficial de Segunda División tras una campaña notable (22 triunfos y 11 empates en 42 partidos) logra clasificar a la división de honor del fútbol chileno derrotando como local por 3-1 a Aviación en la penúltima fecha del campeonato, consolidándose en el tercer puesto de la tabla general.

### Tras su primer ascenso a Primera (1982-1984)
El club comienza su viaje por la Primera División en el año 1982 con la disputa de la "Copa Polla Gol" la cual se jugó como apertura de la temporada. No tuvo un desempeño destacado y finalizó cuarto en su grupo. En la segunda parte del año las cosas mejoran para el elenco copiapino, comenzando su participación en el Campeonato Nacional de Primera División con una victoria 2-0 ante Rangers, que se sumó a una serie de buenos resultados que hacían auspicioso el primer año en lo más alto del fútbol chileno. Entre ellos destaca el triunfo de local por 1-0 ante Colo Colo, subcampeón de dicho campeonato, mientras que "los leones" logran el 9.º lugar de la tabla, logro importante teniendo en cuenta lo nobel de la institución, y que a la postre sería el segundo mejor campeonato en primera.
El año 1983 comienza nuevamente con la Copa Polla Gol, nombre por aquel entonces de la tradicional Copa Chile. En esta recibe sendas goleadas de Arica (4-0) , Palestino (5-0) y Universidad Católica (1-4), quedando relegado a la 8.ª posición del grupo norte. Los magros resultados se sucedieron en el Campeonato Nacional 1983/84, donde el equipo ocupó la parte baja de la tabla durante gran parte del campeonato más largo jugado en esta división en Chile, finalizando en la posición n.º 19, a tan solo 2 puntos del descenso directo. (Cabe recalcar que aquel año por diversos reclamos de otros equipos no hubo descenso ni liguilla de promoción). 
El año 1984 eso sí tuvo un capítulo un tanto mejor para el elenco minero: la Copa de la República de Chile. En primera fase elimina a Magallanes tras imponerse 2-0 de local y perder 2-3 en la visita a Santiago, clasificando por diferencia de gol. En la segunda ronda deja en el camino a Rangers de Talca con triunfos de 2-1 y 0-1. Quedando solo 6 equipos en competencia Copiapó es eliminado por Iquique y queda en el 6.º lugar del torneo.  
En el mismo año '84 se disputa un nuevo torneo de Primera División en el cual el desempeño del equipo fue paupérrimo, consiguiendo la penosa cantidad de 3 triunfos en 26 fechas, lo que condenó al cuadro de la región de Atacama a bajar de categoría. Paradójicamente, destacó en este torneo el excelente desempeño de Víctor "Pititore" Cabrera, quien fue el goleador del campeonato con 18 tantos a su haber.

### De vuelta a Segunda y un nuevo ascenso (1985-1993)
Ya en el año 1985, se jugó por primera vez la Copa Chile/Polla Gol con los clubes de primera y segunda división, y en el cual "el Regional" logró obtener el 9.º lugar entre 40 equipos, sin lograr clasificar a la ronda eliminatoria. Lamentablemente, el equipo no supo mantener los buenos resultados durante la segunda mitad del año, y de hecho quedó relegado al último lugar de la zona norte del Torneo de Segunda División de Chile, salvándose del descenso solo por el sistema de campeonato que hacía jugar una liguilla de descenso entre los últimos 5 equipos de la tabla, ronda en la cual los "franjirojos" finalizaron en el tercer lugar.
Para la temporada de 1986 las cosas fueron mejorando para el elenco copiapino, y de no ser por las bonificaciones de 1 punto entregadas a los semifinalistas de la Copa Polla - Lan Chile de Segunda División de dicho año (Coquimbo Unido y Malleco Unido), Regional Atacama debiese haber disputado la liguilla por el retorno a la máxima categoría.  
Esta buena racha no se detuvo, y para el campeonato de 1987 se consolidó con el segundo lugar de la zona norte de la Segunda División. La buena campaña de los Leones (13 partidos ganados, 7 empatados y solo 6 derrotas) le permitió jugar la liguilla de promoción contra O'Higgins y Lota Schwager, en un triangular disputado en la ciudad de Talca en el que lamentablemente el elenco nortino perdió sus dos cotejos.
En el torneo de Segunda División de 1988 obtuvo el décimo lugar en la zona norte, debiendo nuevamente jugar la liguilla de descenso donde obtuvo el tercer lugar. Mientras que en la Copa Chile DIGEDER obtuvo una destacada participación, consiguiendo el tercer lugar de su grupo con 8 triunfos, 7 empates y solo 3 derrotas, consolidándose el mejor tercero y a pesar de ser el octavo mejor equipo de la fase grupal no logra clasificar a cuartos de final. Los buenos resultados continúan en el torneo de 1989 logra la 5.ª posición en la fase regular, clasificando a la liguilla de ascenso, en la cual obtiene el 6.º lugar. En 1990 logra el 4.º lugar del torneo, y en la liguilla de ascenso de la zona norte obtiene igualmente la posición n.º 4.
El año 1991 Regional Atacama logra el segundo lugar de la zona norte en el campeonato de Segunda División, lo que no garantizó su participación por el ascenso, ya que en la postemporada jugada por los 5 mejores de la zona norte y la zona sur, los leones vieron mermadas sus posibilidades de ascender al quedar en el 8.º lugar. Destacó durante esta campaña el talento goleador de Carlos "Carlin" Soza, quien deslumbró con sus goles también en la Copa Chile, consagrándose uno de los goleadores del campeonato.
Para la temporada 1992, el cuadro copiapino accede a la liguilla de promoción tras quedar cuarto en el torneo de Segunda División de ese año; no obstante, en el cuadrangular por el ascenso (jugado íntegramente en Viña del Mar), ve negadas sus pretensiones de ascender una vez más a la división de honor, al quedar en último lugar de la tabla con solamente 1 punto (un empate y dos derrotas).
Empero, los "franjirrojos" tendrían su revancha en la siguiente temporada (1993), donde terminarían terceros en la división secundaria del futbol profesional, clasificando nuevamente a la liguilla de promoción (que se jugó en Coquimbo), en donde lograron el tan ansiado objetivo de ascender a Primera, al quedar segundo en el cuadrangular.

### Regreso glorioso a Primera y un descenso traumático (1994-1996)
Ya de vuelta en Primera, en 1994, el cuadro copiapino logra firmar una actuación histórica, al clasificar a su término en el sexto lugar (sin poder clasificar a la liguilla para la Copa Libertadores 1995), merced a ciertos resultados sorpresivos (algunos triunfos como visita, frente a Coquimbo Unido, Deportes La Serena y Provincial Osorno, y otros como local, frente a Universidad Católica), además de llegar a los cuartos de final de la Copa Chile de ese año.
Para 1995, el panorama es diametralmente opuesto al del año anterior, debido a la pésima gestión dirigencial de la época (encabezada por Duilio Lettura Matas), al clasificarse en puesto 13 (merced a sendos resultados adversos, entre ellos, dos abultadas derrotas frente a Colo-Colo, por 5-0 y 10-0, como local y visita, respectivamente), clasificando a la liguilla de promoción, esta vez enfrentando a Unión San Felipe (cuarto en la Segunda División de ese año). En la ida, los norteños empataron a 2 goles como visita; en la vuelta, el cuadro rojiblanco empata como local a 1 gol, por lo que permanecieron en la división de honor (merced a la regla del gol de visitante).
Sin embargo, el sino es diferente en la temporada 1996 (la última en Primera División para el "R con A"). La crisis institucional, que no solamente se vio reflejada en lo administrativo, en lo dirigencial y en lo económico, sino también en lo deportivo, ha golpeado al club copiapino, que al final de la temporada, término en el puesto 15 (penúltimo tras O'Higgins), luego de su derrota como visitante ante Audax Italiano por 3 a 2 (resultado que clasificó a los santiaguinos a disputar la liguilla para la Copa Libertadores 1997), con lo cual desciende a la en ese entonces renombrada Primera B, luego de tres temporadas en la serie mayor del futbol chileno.

### Últimos años en Primera B y desaparición (1997-1998)
Ya de vuelta en la Serie B, los copiapinos vieron negadas sus pretensiones de ascender nuevamente a Primera, al no poder ganar los torneos de Apertura y Clausura (que consiguieron Rangers y Deportes Iquique, respectivamente), aunque eludieron el descenso a Tercera División (que obtuvo al final Deportes Santa Cruz).
Sin embargo, la temporada '98 fue la última de los "franjirrojos" en toda su breve historia. La irregularidad deportiva se vio reflejada en una etapa paupérrima en lo dirigencial, en lo administrativo y en lo económico (tras la actuación de 1994); el colapso se produjo el 22 de noviembre de 1998, cuando se enfrentó a Deportes Antofagasta (en el Estadio Regional Calvo-Bascuñán), en el que los copiapinos pierden por 2-0, sellando su inédito descenso a la Tercera División.  Por cosas del destino, el club se despidió del profesionalismo el 29 de noviembre de 1998, jugando ante Cobresal, el mismo rival que enfrentó en su debut profesional, perdiendo por 3 a 1. Luego de esto el club se declara en quiebra, dejando una huella imborrable en el corazón de los fanáticos del deporte rey en la región de Atacama.
El máximo goleador que tuvo Regional Atacama en su breve historia es Víctor "Pititore" Cabrera.

## Uniforme

### Uniforme titular
| 1980 |

### Indumentaria
Las siguientes tablas detallan la cronología de las marcas de las indumentarias y los patrocinadores de Regional Atacama.
| Período   | Proveedor      |
| --------- | -------------- |
| 1981-1982 | New Leader     |
| 1983-1984 | Ñandú          |
| 1985-1986 | LP             |
| 1987      | Le Coq Sportif |
| 1988      | MS             |
| 1989-1990 | Le Coq Sportif |
| 1991      | JotaCe         |
| 1991-1993 | MSport         |
| 1993      | Este           |
| 1994-1995 | Le Coq Sportif |
| 1996      | Uhlsport       |
| 1997-1998 | Sauro          |
| 1998      | Uhlsport       |

| Período   | Proveedor                |
| --------- | ------------------------ |
| 1982-1986 | Paipote                  |
| 1987      | Establecimientos Pío Pío |
| 1988-1989 | Salfa                    |
| 1993-1996 | Capel                    |
| 1997-1998 | Minera Candelaria        |

## Estadio
El Estadio Regional de Copiapó fue sede de los partidos de local hasta 1997, ya que al año siguiente se trasladó a Tierra Amarilla al estadio Eladio Rojas, debido a la remodelación del estadio copiapino. En el estadio tierramarillano Regional Atacama jugó sus últimos partidos antes de desaparecer a fines de 1998.

## Datos del club
- Temporadas en Primera División: 6 (1982-1984; 1994-1996).
- Temporadas en Segunda División (Primera B) : 13 (1980-1981; 1985-1993; 1997-1998).
- Máximo goleador en 1 temporada de liga: Víctor Cabrera (18 goles; 1984)

## Entrenadores

### Cronología
- Humberto Dorador Albornoz (1979)[12]
- Néstor Valdés (1980)
- Manuel Rodríguez Araneda (1981)
- Nicolás Novello (1982)
- Ramón Climent (1982-1983)
- Hernán Godoy (1983)
- Eladio Rojas (1984)
- Ramón Estay (1984)
- Manuel Soto (1985)
- Aurelio Valenzuela (1986)
- Aurelio Valenzuela (1988)
- Manuel Soto (1989)
- Manuel Soto (1991)
- Manuel Rodríguez Araneda (1992)
- Manuel Soto (1993-1996)
- Gino Valentini (1996)
- Manuel Soto (1997-1998)